# HD 89239
HD 89239，又名BD+28 1867，SAO 81278、HR 4041，是一颗恒星，视星等为6.52，位于銀經203.42，銀緯56.08，其B1900.0坐标为赤經10h 12m 32.4s，赤緯+27° 56.08′ 54″。